# Nốt móc đơn

Nốt móc đơn và dấu lặng đơn

Bốn nốt móc đơn được nối đuôi

Nốt móc đơn hay nốt phần tám (tiếng Anh: quaver, eighth note) là một hình nốt nhạc có trường độ bằng 1/8 nốt tròn.
Nốt móc đơn có thân nốt hình bầu dục đặc ruột (màu đen) và có đuôi đính một dấu móc. Ký hiệu có liên quan với nốt này là dấu lặng đơn, có ý nghĩa biểu lộ khoảng lặng có độ dài tương đương trường độ của nốt móc đơn.
Khi các nốt móc đơn nằm gần nhau trong cùng một ô nhịp, có thể nối đuôi chúng lại với nhau bằng cách vạch đường thẳng đậm (xem hình). Nốt móc đơn trong các tác phẩm theo nhịp phân ba (như 3/8, 6/8, 9/8 và 12/8) thì các nốt móc đơn được nhóm thành từng nhóm gồm ba nốt một.
Ký hiệu bằng Unicode của nốt móc đơn là U+266A (♪), của hai nốt móc đơn nối đuôi là U+266B (♫).

## Trường độ
Nốt móc đơn tương đương 1/8 nốt tròn, 1/4 nốt trắng, 1/2 nốt đen, hai nốt móc kép, bốn nốt móc ba,... Trong các bản nhạc theo nhịp phân đôi (2/4, 3/4, 4/4,...), một nốt móc đơn ứng với nửa phách. Nếu thêm một dấu chấm dôi thì trường độ của nốt móc đơn được kéo dài thêm một nửa.

## Lịch sử
Nốt móc đơn bắt nguồn từ nốt fusa trong hệ thống ký hiệu nhạc "đo lường được" (mensural notation) của châu Âu thế kỷ 13-16. Lưu ý rằng ngày nay, từ fusa trong tiếng Tây Ban Nha, Bồ Đào Nha và Català là để chỉ nốt móc ba.